# Courtelary
Courtelary je obec v okrese Bernský Jura v kantonu Bern ve Švýcarsku, jehož je hlavním sídlem. Žije zde přibližně 1 400 obyvatel.

## Geografie

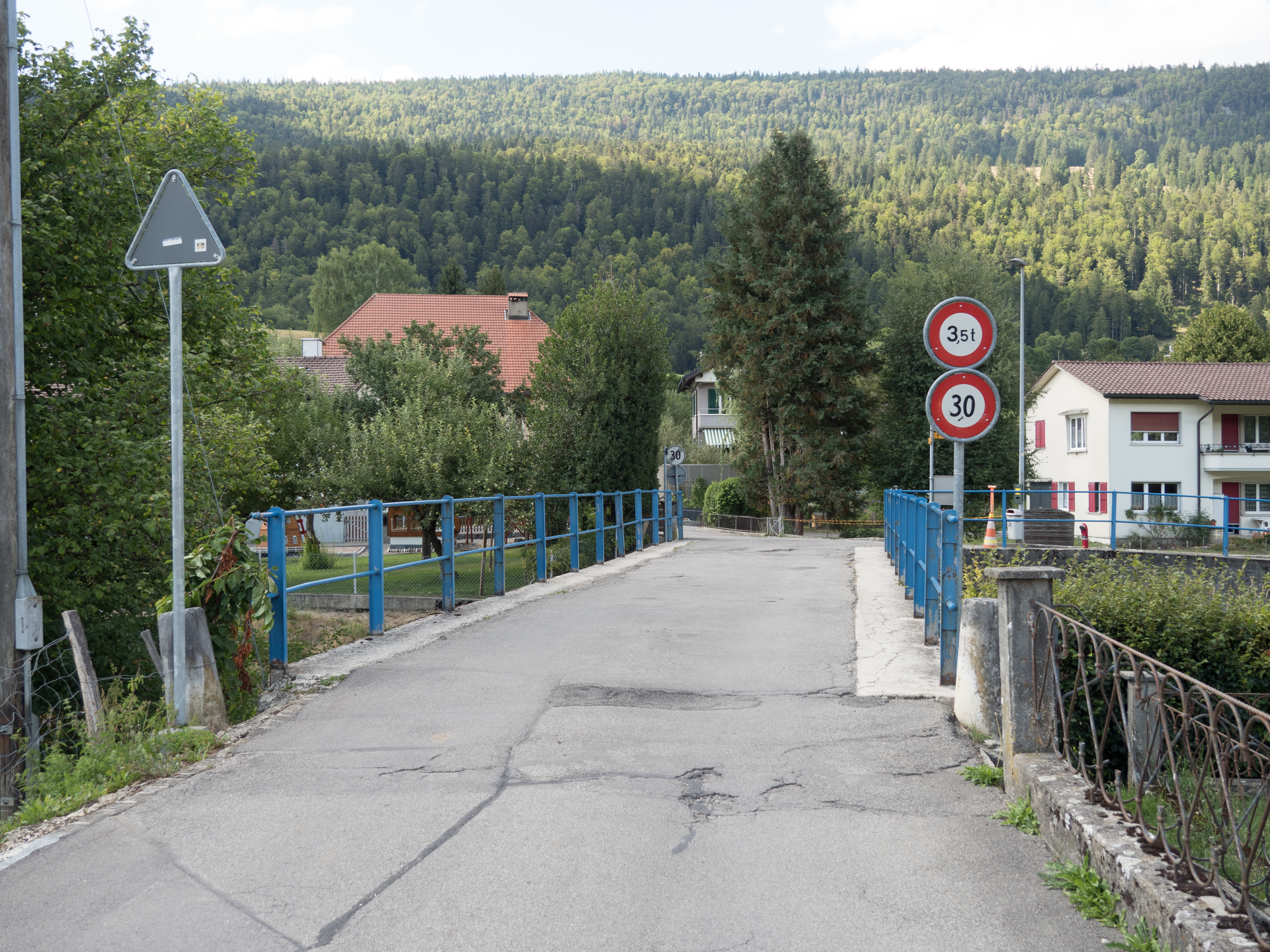
Most přes řeku Suze/Schüss v obci

Courtelary leží v nadmořské výšce 695 metrů, vzdušnou čarou 14 km západoseverozápadně od města Biel. Seskupená obec se rozkládá ve střední části údolí Vallon de Saint-Imier po obou stranách toku řeky Suze (německy Schüss).
Území obce o rozloze 22,2 km² pokrývá část široké údolní kotliny Vallon de Saint-Imier. Centrální část zaujímá 500 až 700 m široká údolní niva řeky Schüss. Na severu zasahuje území do antiklinály Montagne du Droit (až 1263 m n. m.) a do sníženiny Les Chaux u Les Breuleux. Na jihu se Courtelary rozprostírá až k vrcholům pohoří Chasseral, kde se nachází nejvyšší bod obce ve výšce 1540 m n. m.. Na hřebeni pohoří Chasseral byla tvrdá čepičatá hornina během milionů let rozlámána a erodována, čímž vznikl severní a jižní hřeben. Mezi nimi se nachází antiklinální údolí, které již bylo vyčištěno až k další vrstvě tvrdé horniny. Tato klenba tvoří třetí hřeben mezi oběma vnějšími hřbety, hřeben Petit Chasseral. Na širokých hřebenech Montagne du Droit a hřebene Chasseral se nacházejí rozsáhlé jurské vysokohorské pastviny s typickými mohutnými smrky, které stojí buď jednotlivě, nebo ve skupinách. V roce 1997 tvořila 5 % rozlohy obce zastavěná plocha, 43 % lesy a háje, 51 % zemědělství a o něco méně než 1 % neproduktivní půda.
Courtelary zahrnuje četné jednotlivé farmy roztroušené po celém údolí a na vrcholcích Jury. Sousedními obcemi Courtelary jsou Cormoret, Nods, Cortébert a Mont-Tramelan v kantonu Bern a Les Breuleux v kantonu Jura.

## Historie

Letecký pohled (1950)

První písemná zmínka o obci pochází z roku 962 pod jménem Curtis Alerici, později se objevily názvy Curte Alesi (1175) a Cortaleri (1178). Název místa pravděpodobně pochází ze statku Burgunďana jménem Alarich. Courtelary patřily klášteru Moutier-Grandval, ale statky v obci vlastnila také kapitula v Saint-Imier.
Obec sdílela osudy panství Erguel, které podléhalo basilejskému knížecímu biskupství, ale postupem času bylo stále více ovlivňováno městem Biel. V roce 1530 zavedl Biel proti vůli obyvatel údolí reformaci. Ti uzavřeli s městem Solothurn hradní právo a trvali na právu na sebeurčení. V důsledku této smlouvy byl v roce 1604 v Courtelary zřízen soudní dvůr a v roce 1606 se obec stala sídlem hofmistrovství Erguel. Během třicetileté války bylo Courtelary těžce postiženo.
Po vstupu francouzských vojsk do basilejského knížecího biskupství v roce 1792 se Courtelary na krátkou dobu stalo sídlem zákonodárného shromáždění Pays d’Erguel, které usilovalo o vytvoření nezávislé republiky. Tyto pokusy však ztroskotaly. V letech 1797–1815 patřilo Courtelary k Francii a bylo hlavním městem départementu Mont-Terrible, od roku 1800 départementu Haut-Rhin, do kterého bylo Mont-Terrible začleněno. V důsledku rozhodnutí Vídeňského kongresu se město v roce 1815 stalo součástí kantonu Bern, stalo se hlavním městem Oberamtu Erguel a v roce 1831 prakticky totožného okresu Courtelary.
V roce 1816 byl v Courtelary založen ústřední chudobinec a v roce 1829 okresní spořitelna. Železniční trať Biel – Les Convers – La Chaux-de-Fonds, otevřená v roce 1874, umožnila vznik prvního průmyslu. Kvůli častým záplavám řeky Suze/Schüss se obec rozhodla provést úpravu vodního toku.

## Obyvatelstvo

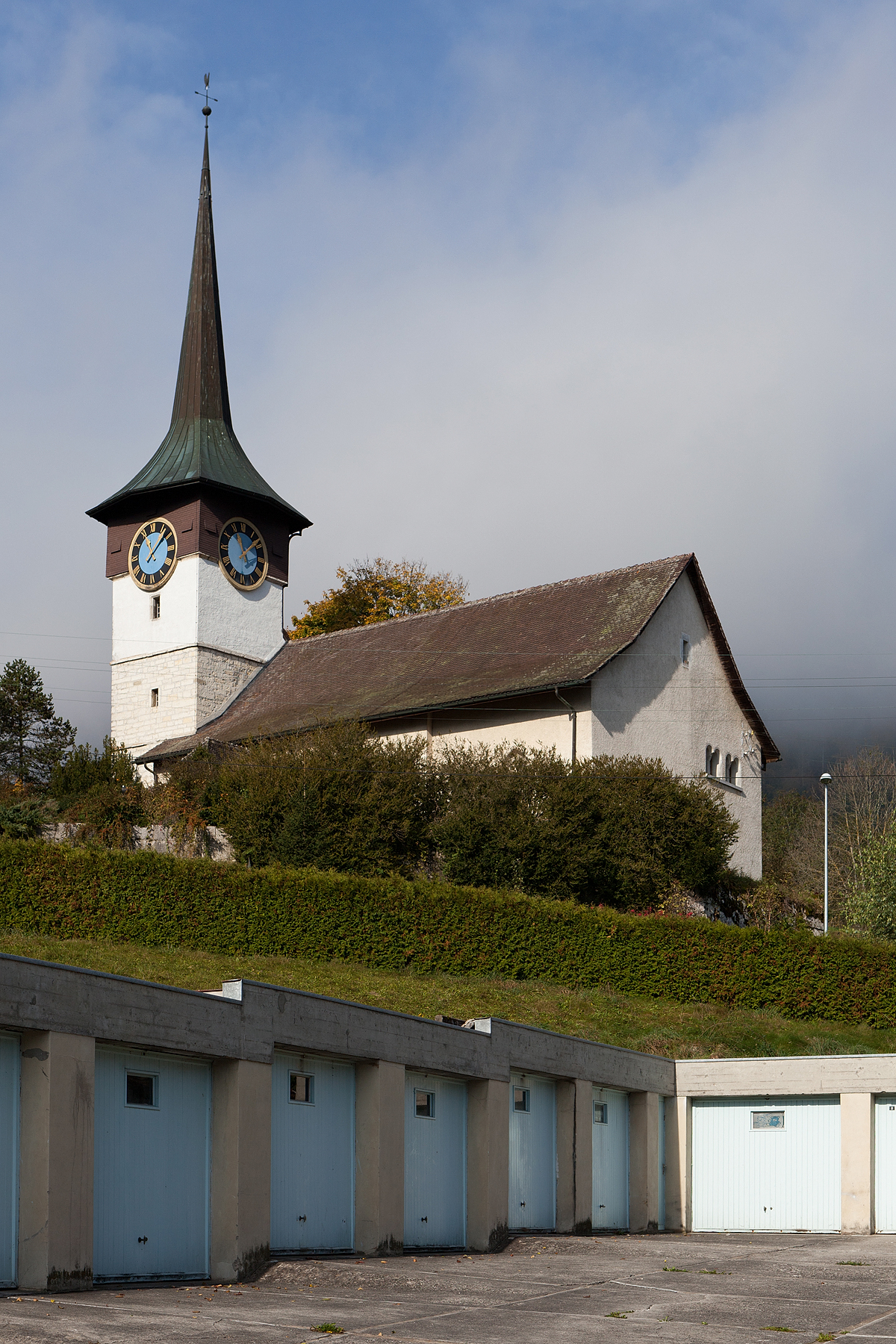
Kostel

Courtelary patří se svými 1403 obyvateli (k 31. prosinci 2021) k větším obcím v Bernském Jurovi. Z celkového počtu obyvatel je 82,8 % francouzsky mluvících, 11,1 % německy mluvících a 1,9 % italsky mluvících (k roku 2000). Počet obyvatel Courtelary prudce vzrostl zejména ve druhé polovině 19. století. Po dosažení vrcholu kolem roku 1970 došlo během hospodářské krize v 70. letech 20. století k výraznému odlivu obyvatelstva. Od roku 1980 dochází pouze k menším výkyvům počtu obyvatel.
| Vývoj počtu obyvatel | Vývoj počtu obyvatel | Vývoj počtu obyvatel | Vývoj počtu obyvatel | Vývoj počtu obyvatel | Vývoj počtu obyvatel | Vývoj počtu obyvatel | Vývoj počtu obyvatel | Vývoj počtu obyvatel | Vývoj počtu obyvatel | Vývoj počtu obyvatel | Vývoj počtu obyvatel |
| -------------------- | -------------------- | -------------------- | -------------------- | -------------------- | -------------------- | -------------------- | -------------------- | -------------------- | -------------------- | -------------------- | -------------------- |
| Rok                  | 1850                 | 1900                 | 1910                 | 1930                 | 1950                 | 1960                 | 1970                 | 1980                 | 1990                 | 2000                 |                      |
| Počet obyvatel       | 868                  | 1228                 | 1337                 | 1192                 | 1239                 | 1330                 | 1462                 | 1211                 | 1120                 | 1127                 |                      |

## Hospodářství

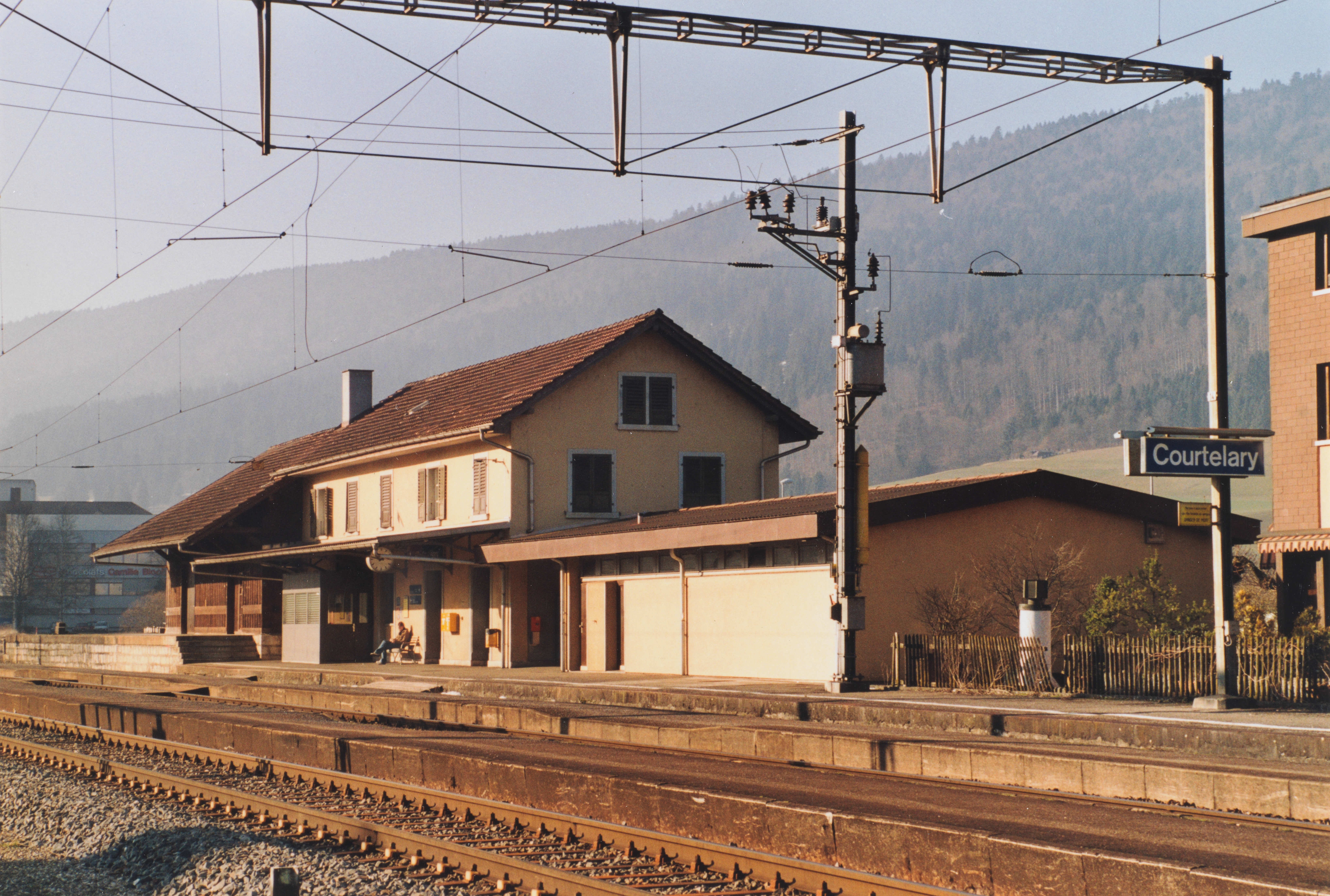
Železniční stanice Courtelary

Zatímco v horní části údolí zažívalo hodinářství od 18. století rozmach, Courtelary zůstalo až do počátku 20. století místem s venkovským a řemeslným charakterem. Průmyslová výstavba začala kolem roku 1875 založením továrny na dřevní hmotu. Kolem roku 1900, tedy poměrně pozdě ve srovnání s ostatními obcemi v údolí, se v Courtelary prosadilo také hodinářství. Spolu se strojírenským průmyslem pomohla městečku k hospodářskému vzestupu. Krize hodinářství po roce 1970 vedla k diverzifikaci v průmyslovém odvětví. Dnes v obci poskytuje četná pracovní místa čokoládovna Chocolats Camille Bloch SA, jejíž sídlo je v Courtelary od roku 1935, a také strojírenský, elektronický a textilní průmysl. Důležitou roli stále hraje zemědělství s chovem skotu a mlékárenstvím, v nížinách také orná půda a ovocnářství. Zemědělství stále zaměstnává 13 % pracovní síly.

## Doprava
Obec má dobré dopravní spojení. Leží na frekventované hlavní silnici z Bielu do La Chaux-de-Fonds. Dne 30. dubna 1874 byla otevřena železniční trať z Bielu do Convers se stanicí v Courtelary. Na rovině řeky Schüss východně od obce se nachází letiště Courtelary, na kterém sídlí skupina pilotů větroňů Biel/Bienne a Groupe vol à voile Courtelary.